# Malcolm Strauss Pictures
Malcolm Strauss Pictures Corporation foi uma companhia cinematográfica que pertenceu ao cineasta e produtor cinematográfico Malcolm Strauss (1878–1936). Fez parte da Poverty Row e atuou entre 1921 e 1924. Localizava-se na 456 Fourth Ave., em Nova Iorque.

## Histórico
A primeira produção da Malcolm Strauss foi o filme Twice Born Woman, sobre a vida de Maria Madalena, lançado em 30 de abril de  1921. O filme foi rodado no sul da França, Egito e Palestina, e estrelado pela atriz francesa Deyha Loti.
Entre suas produções estão o filme Salome, em 1923, estrelado por Diana Allen e dirigido por Strauss, e dois seriados em 1924, Galloping Hoofs e Into the Net. ambos dirigidos por George B. Seitz.

## Filmografia
- Galloping Hoofs (1924)
- Into the Net (1924)
- Salome (1923)
- Twice Born Woman (1921)